# Шяшувис
Шяшувис (Шешувис; лит. Šešuvis) — река в Литве. Длина реки — 114 км, площадь бассейна — 1908 км², среднегодовой расход воды — 16,4 м³/с.
Берёт начало в 12 км к северо-западу от города Расейняй, далее протекает преимущественно в юго-западном направлении. Впадает в реку Юра. Имеет ряд мелких притоков, в том числе река Анчя, которая является её правым притоком.